# 49 Korpus Armijny (Imperium Rosyjskie)
49 Korpus Armijny (ros. 49-й армейский корпус) – jeden ze związków operacyjno-taktycznych  Imperium Rosyjskiego w czasie I wojny światowej. Rozformowany na początku 1918. 

## Podporządkowanie
- 11 Armii (od 9.06.1917)
- 12 Armii (12.11 – grudzień 1917)

## Dowódcy Korpusu
- gen. lejtnant W. I. Seliwaczew  (kwiecień – lipiec 1917)
- gen. lejtnant S. N. Liupow  (lipiec – wrzesień 1917)
- gen. lejtnant N. A. Sawielew (od września 1917)